# Degeneracija makule
Degeneracija makule je bolest središnjeg dela mrežnjače,  takozvane makule, koje se obično javlja kod starijih osoba, a koje rezultuje gubitkom vida u središtu vidnog polja. Javlja se u dve forme: “suvoj” i “vlažnoj”. Degeneracija makule je glavni uzrok slepoće kod ljudi starijih od 50 godina. Ova bolest može otežati i onemogućiti čitanje i prepoznavanje lica, iako preostali periferni vid omogućava ostale svakodnevne aktivnosti.
Mrežnjača je unutarnji sloj oka, i ona sadrži živčane ćelije i živčana vlakna koja omogućavaju vid. Iza mrežnjače je žilnica, srednji sloj oka koji sadrži krvne sudove koji učestvuju u ishrani mrežnjače. U suvom (neeksudativnom) obliku degeneracije makule, ćelijski ostaci zvani druze nakupljaju se između mrežnjače i žilnice, što može da odvoji mrežnjaču od njene podloge, pigmentnog epitela. U vlažnom (eksudativnom) obliku, koji je mnogo teži, krvne žile izrastaju iz žilnice, i takođe mogu da uzrokuju odvajanje mrežnjače od njene podloge.. Ovo stanje se može lečiti laserskom fotokoagulacijom, te lekovima koji zaustavljaju rast krvnih žila.
Iako se neke makularne distrofije koje pogađaju mlade ljude ponekad povezuju s degeneracijom makule, naziv "degeneracija makule" se najčešće odnosi samo na senilnu degeneraciju makule.

## Senilna degeneracija makule
Senilna degeneracija makule počinje karakterističnim žutim depozitima između makule (središnjem području mrežnjače koje omogućuje oštrinu vida) zvanim druze i donjeg sloja žilnice. Ova faza ranih promena naziva se senilnom makulopatijom. Najveći broj ljudi s tim ranim promenama imaju dobru vidnu oštrinu. Kod nekih ljudi, pak, senilna makulopatija uznapreduje do senilne degeneracije makule. Rizik napredovanja je znatno veći kad su druze velike i brojnije, te kad su udružene s promenama u sloju mrežničnog pigmentnog epitela ispod makule. Nedavna istraživanja ukazuju da su velike i meke druze povezane s hiperholesterolemijom, te da mogu da reaguju na lekove koji snižuju nivo holesterola u krvi.
Istraživači sa univerziteta Sautemptona izvestili su 2008. da su otkrili šest mutacija na genu Serping1 koje su udružene s pojavom senilne degeneracije makule.
Uznapredovala senilna degeneracija makule može da bude je odgovorna za težak gubitak vida, ali nikad za potpunu slepoću. Centralna geografska atrofija, „suva“ forma uznapredovale senilne degeneracije makule, nastaje kao posledica atrofije mrežničnog pigmentnog epitela, koja pak uzrokuje gubitak fotoreceptora (štapića i čunjića) u središnjim delovima mrežnjače, i shodno tome smanjenje vidne oštrine. Trenutno ne postoji ni jedan delotvoran način lečenja centralne geografske atrofije. Neka istraživanja pokazuju da kombinacije vitamina i visokih doza antioksidanasa luteina i zeaksantina, usporavaju napredovanje suve senilne degeneracije makule.
Neovaskularna ili eksudativna senilna makularna degeneracija, „vlažni“ oblik uznapredovale senilne degeneracije makule, izaziva gubitak vida zbog abnormalnih krvnih žila koje rastu iz koriokapilarisa probijajući Bruchovu membranu, uzrokujući krvarenje i nakupljanje tečnosti i proteina ispod makule. Ako se to stanje ne leči, krvarenje, nakupljanje tečnosti i proteina, te stvaranje ožiljaka kao posljedica rasta tih krvnih žila konačno uzrokuje trajna i nepopravljiva oštećenja fotoreceptora, te brz gubitak vidne oštrine.
Sve donedavno nije bilo delotvornog lečenja vlažnog oblika senilne degeneracije makule. Ipak, novi lekovi, nazvani antiangiogeni ili anti-VEGF agensi, mogu uzrokovati regresiju abnormalnih krvnih žila i poboljšati vid kad se ubrizgaju u staklasto telo oka. Injekcije mogu biti umereno bolne i obično zahtevaju nekoliko ponavljanja u razmaku od mesec dana. Trenutno se na tržištu nalaze ranibizumab (Lucentis), bevacizumab (Avastin), te pegaptanib (Macugen). Samo su Lucentis i Macugen odobreni od FDA (američke Agencije za hranu i lekove) od 2007. godine. Cena Lucentisa je otprilike 3000 US$ po tretmanu, dok je cena Avastina otprilike 150 US$ po tretmanu.

### Znakovi
- Mrljaste promene
- Pigmentne promene
- Eksudativne promene: krvarenje u oko, teške eksudacije, subretinalna/sub-RPE (tj. ispod retinalnog pigmentnog epitela)/intraretinalna tečnost
- Atrofija: početna i geografska
- Vidna oštrina drastično pada (dve linije optotipa ili više) od: 20/20 na 20/80.

### Simptomi
- Zamućen vid: Osobe s neeksudativnom makularnom degeneracijom mogu biti asimptomatske ili mogu imati postepen gubitak centralnog vida, dok osobe s eksudativnom makularnom degeneracijom često imaju brzi nastup gubitka vida.
- Centralni skotomi (sene ili područja s nedostatkom vida)
- Iskrivljen vid (metamorfopsija) – rešetke ravnih linija izgledaju talasasto i delovi rešetke se mogu pojaviti beli. Pacijenti to često prvo primete gledajući u mini-zastore u svojoj kući.
- Problem razlikovanja boja; posebno tamnih od tamnih i svetlih od svetlih.
- Spori oporavak vidne funkcije nakon izloženosti jakom svetlu.
- Gubitak kontrastnog senzibiliteta.

## Literatura
- Hirschler, Ben (2008-10-07). "Gene discovery may help hunt for blindness cure". Reuters. „Yahoo News: Latest and Breaking News, Headlines, Live Updates, and More”. Архивирано из оригинала 11. 10. 2008. г. Приступљено 12. 06. 2012.. Приступљено 7. 10. 2008.
- Tan, J. S.; Wang, J. J.; Flood, V.; Rochtchina, E.; Smith, W.; Mitchell, P. (2008). „Dietary antioxidants and the long-term incidence of age-related macular degeneration: The Blue Mountains Eye Study”. Ophthalmology. 115 (2): 334—341. PMID 17664009. doi:10.1016/j.ophtha.2007.03.083.
- a b https://web.archive.org/web/20100110032447/http://www.agingeye.net/maculardegen/maculardegeninformation.php
- Yang, Z.; Camp, N. J.; Sun, H.; Tong, Z.; Gibbs, D.; Cameron, D. J.; Chen, H.; Zhao, Y.; Pearson, E.; Li, X.; Chien, J.; Dewan, A.; Harmon, J.; Bernstein, P. S.; Shridhar, V.; Zabriskie, N. A.; Hoh, J.; Howes, K.; Zhang, K. (2006). „A variant of the HTRA1 gene increases susceptibility to age-related macular degeneration”. Science. 314 (5801): 992—993. Bibcode:2006Sci...314..992Y. PMID 17053109. S2CID 19577378. doi:10.1126/science.1133811.
- Dewan, A.; Liu, M.; Hartman, S.; Zhang, S. S.; Liu, D. T.; Zhao, C.; Tam, P. O.; Chan, W. M.; Lam, D. S.; Snyder, M.; Barnstable, C.; Pang, C. P.; Hoh, J. (2006). „HTRA1 promoter polymorphism in wet age-related macular degeneration”. Science. 314 (5801): 989—992. Bibcode:2006Sci...314..989D. PMID 17053108. S2CID 85725181. doi:10.1126/science.1133807.
- Yates, John R.W.; Sepp, Tiina; Matharu, Baljinder K.; Khan, Jane C.; Thurlby, Deborah A.; Shahid, Humma; Clayton, David G.; Hayward, Caroline; Morgan, Joanne; Wright, Alan F.; Armbrecht, Ana Maria; Dhillon, Baljean; Deary, Ian J.; Redmond, Elizabeth; Bird, Alan C.; Moore, Anthony T.; Genetic Factors in AMD Study Group (2007). „Complement C3 Variant and the Risk of Age-Related Macular Degeneration”. New England Journal of Medicine. 357 (6): 553—561. PMID 17634448. doi:10.1056/NEJMoa072618.
- Maller, Julian B.; Fagerness, Jesen A.; Reynolds, Robyn C.; Neale, Benjamin M.; Daly, Mark J.; Seddon, Johanna M. (2007). „Variation in complement factor 3 is associated with risk of age-related macular degeneration”. Nature Genetics. 39 (10): 1200—1201. PMID 17767156. S2CID 8595223. doi:10.1038/ng2131.
- John Paul SanGiovanni, ScD; Emily Y. Chew, MD; Traci E. Clemons, PhD; Matthew D. Davis, MD; Frederick L. Ferris III, MD; Gary R. Gensler, MS; Natalie Kurinij, PhD; Anne S. Lindblad, PhD; Roy C. Milton, PhD; Johanna M. Seddon, MD; and Robert D. Sperduto, MD (May 5, 2007). "The Relationship of Dietary Lipid Intake and Age-Related Macular Degeneration in a Case-Control Study". Archives of Ophthamology. http://archopht.ama-assn.org/cgi/content/short/125/5/671.
- Macular degeneration Types and Risk Factors
- "Melanin aggregation and polymerization: possible implications in age related macular degeneration." Ophthalmic Research, 2005; volume 37: pages 136-141.
- a b John Lacey, "Harvard Medical signs agreement with Merck to develop potential therapy for macular degeneration", 23-May-2006
- Age-Related Eye Disease Study Research Group (2000). „Risk factors associated with age-related macular degeneration. A case-control study in the age-related eye disease study: Age-Related Eye Disease Study Report Number 3”. Ophthalmology. 107 (12): 2224—2232. PMC 1470467 . PMID 11097601. doi:10.1016/s0161-6420(00)00409-7.
- Clemons, T. E.; Milton, R. C.; Klein, R.; Seddon, J. M.; Ferris Fl, 3rd; Age-Related Eye Disease Study Research Group (2005). „Risk factors for the incidence of Advanced Age-Related Macular Degeneration in the Age-Related Eye Disease Study (AREDS) AREDS report no. 19.”. Ophthalmology. 112 (4): 533—539. PMC 1513667 . PMID 15808240. doi:10.1016/j.ophtha.2004.10.047.
- Khan, J. C.; Shahid, H.; Thurlby, D. A.; Bradley, M.; Clayton, D. G.; Moore, A. T.; Bird, A. C.; Yates, J. R.; Genetic Factors in AMD Study (2006). „Age related macular degeneration and sun exposure, iris colour, and skin sensitivity to sunlight”. British Journal of Ophthalmology. 90 (1): 29—32. PMC 1856929 . PMID 16361662. doi:10.1136/bjo.2005.073825.
- Glazer-Hockstein, Carolyn; Dunaief, Joshua L. (2006). „Could Blue Light–Blocking Lenses Decrease the Risk of Age-Related Macular Degeneration?”. Retina. 26 (1): 1—4. PMID 16395131. doi:10.1097/00006982-200601000-00001.
- Margrain, T.; Boulton, M.; Marshall, J.; Sliney, D. H. (2004). „Do blue light filters confer protection against age-related macular degeneration?”. Progress in Retinal and Eye Research. 23 (5): 523—531. PMID 15302349. S2CID 40276594. doi:10.1016/j.preteyeres.2004.05.001.
- Roberts, D (September 2005). "Artificial Lighting and the Blue Light Hazard". Macular Degeneration Support Online Library „Artificial Lighting and the Blue Light Hazard”. Архивирано из оригинала 29. 01. 2009. г. Приступљено 12. 06. 2012.
- Smoking and age-related macular degeneration: a review of association
- Roberts, DL (September 2006). "The First Year--Age Related Macular Degeneration". (Marlowe & Company): 100.
- Roberts, DL (September 2006). "The First Year--Age Related Macular Degeneration". (Marlowe & Company): 20.
- Hoglund, T. (March 18, 2007). "Clinical Trial Finds Antioxidants and Zinc Beneficial in Reducing Risk of Severe AMD". MD Support Online Library.
- Lutein And Zeaxanthin May Offer Protection Against MD MD Support Online Library July, 2008.
- https://web.archive.org/web/20110511191120/http://vision.edu.au/news/acevs%20saffron.pdf
- Vives-Bauza, C.; Anand, M.; Shiraz, A. K.; Magrane, J.; Gao, J.; Vollmer-Snarr, H. R.; Manfredi, G.; Finnemann, S. C. (2008). „The age lipid A2E and mitochondrial dysfunction synergistically impair phagocytosis by retinal pigment epithelial cells”. The Journal of Biological Chemistry. 283 (36): 24770—24780. PMC 2529005 . PMID 18621729. doi:10.1074/jbc.M800706200 .
- Study Reveals How Diet, Antioxidants Prevent Blindness in Aging Population Newswise, Приступљено August 19, 2008.
- "Oily fish 'can halt eye disease'". BBC News. 2009-06-08. http://news.bbc.co.uk/2/hi/health/8088860.stm. Приступљено 9. 6. 2009.
- Seddon, J. M.; Ajani, U. A.; Sperduto, R. D.;  . (1994). „Dietary Carotenoids, Vitamin A, C and E, and Advbanced Age-Related Macular Degeneration”. JAMA. 272: 1413—1420.

## Spoljašnje veze
- Fondacija za degeneracija makule
- Podrška za makularnu degeneraciju

|  | Molimo Vas, obratite pažnju na važno upozorenje u vezi sa temama iz oblasti medicine (zdravlja). |